# Skjern Å
Skjern Å – rzeka w Danii. Przepływa przez centralną część Półwyspu Jutlandzkiego. 
- długość: 95 km[1]
- powierzchnia dorzecza: 2340 km²[1]

Uchodzi do Morza Północnego.